# 清原満族自治県
清原満族自治県（せいげん-まんぞく-じちけん、満洲語: ᠴᡳᠩ
ᠶᡠᠸᠠᠨ
ᠮᠠᠨᠵᡠ
ᡠᡴ᠋ᠰᡠᡵᠠᡳ
ᡯᡳᡷᡳ
ᡥᡳᠶᠠᠨ 、転写：cing yuwan manju uksurai dzijy hiyan、ᠴᡳᠩ
ᠶᡠᠸᠠᠨ
ᠮᠠᠨᠵᡠ
ᡠᡴ᠋ᠰᡠᡵᠠᡳ
ᠪᡝᠶᡝ
ᡩᠠᠰᠠᠩᡤᠠ
ᡥᡳᠶᠠᠨ、cing yuwan manju uksurai beye dasangga hiyan）は中華人民共和国遼寧省撫順市に位置する自治県。県名は「大地清平」（大地が太平）の願いを込めて命名された。主な産業はきのこ栽培。

## 歴史
1925年（民国14年）、開原・新賓・鉄嶺の3県の一部に設置された清源県を前身とする。1929年（民国18年）に清原県、1990年に清原満族自治県と改称され現在に至る。

## 行政区画
10鎮、4郷を管轄する。
- 鎮：清原鎮、紅透山鎮、草市鎮、英額門鎮、南口前鎮、南山城鎮、湾甸子鎮、大孤家鎮、夏家堡鎮、北三家鎮
- 郷：土口子郷、敖家堡郷、大蘇河郷、枸乃甸郷

## 交通

### 鉄道
- 中国国家鉄路集団
  - 瀋吉線
    - 清原駅

### 道路
- 高速道路
  -  瀋吉高速道路
- 国道
  -  G202国道
  -  G229国道（中国語版）